# 董夫人
《董夫人》，是一部1968年的香港剧情片，由唐书璇编导，改編自林语堂的短篇小說《貞節坊》，处理人性被世俗道德压抑的主题，结尾董夫人在牌坊下目送杨尉官远去的仰角镜头尤为有名。 1971年获台湾金马奖最富创意特别奖、最佳女主角、最佳摄影奖和最佳美术设计奖。
2005年，本片獲香港電影金像獎協會票選為「最佳華語片一百部」之一。 2011年，本片獲臺北金馬影展執行委員會票選為「影史百大華語電影」之一。 2011年，本片獲香港電影資料館列入「百部不可不看的香港電影」之一。

## 剧情
董夫人（盧燕飾）是17世纪明代中国西南部村庄的一位寡妇，她独自承担了家庭重任，上有婆婆（文秀飾），下有独生女维玲（周萱飾）。此外还为乡邻治病教书。一年秋天杨尉官（喬宏飾）带领一队官兵进村，暂时住在董家。长期相处中，董夫人和女儿二人都对杨产生感情。村民请皇上为董夫人立貞節牌坊，最后她得到了牌坊，杨和女儿一起离开，老仆張二叔（梁銳飾）也离他而去。

## 外部連結
- 香港影庫上《董夫人》的資料（繁體中文）
- 豆瓣电影上《董夫人》的資料 （简体中文）
- 时光网上《董夫人》的資料（简体中文）
- AllMovie上《董夫人》的资料（英文）
- 爛番茄上《董夫人》的資料（英文）
- 互联网电影数据库（IMDb）上《董夫人》的资料（英文）